# Rekka no honō
Rekka no honō (烈火の炎?), anche conosciuto con il suo nome internazionale Flame of Recca, è un manga scritto e disegnato da Nobuyuki Anzai, che è stato adattato in un anime televisivo dalla Pierrot. Il manga è stato originariamente serializzato sulla rivista Shonen Sunday dal 18 ottobre  1995 al 18 aprile 2002, ed è stato raccolto in 33 tankōbon dalla Shogakukan. Sia l'anime che il manga sono attualmente inediti in Italia. La serie inoltre ha ispirato anche due videogiochi; Flame of Recca per il Game Boy Advance e Flame of Recca FINAL BURNING per la PlayStation 2.

## Trama
Rekka Hanabishi (花菱 烈火?, Hanabishi Rekka) è un normale studente delle scuole medie, con una fissa per le arti ninja. La sua vita cambia radicalmente quando incontra Yanagi Sakoshita (佐古下 柳?, Sakoshita Yanagi), una misteriosa ragazza in grado di curare le persone con uno strano potere, che viene attaccata da un misterioso demone. Rekka e i suoi due amici, Domon Ishijima (石島 土門?, Ishijima Domon) e Fūko Kirisawa (霧沢 風子?, Kirisawa Fūko) aiuteranno la ragazza, dimostrando una forza e una prontezza inimmaginabili. Soprattutto Rekka scoprirà di essere in grado di generare del fuoco dalle proprie braccia. Scopriranno che a Yanagi è interessata il crudele Kurei (紅麗?, Kurei), figlio di un magnate della finanza senza scrupoli che la vorrebbe "usare" per ottenere l'immortalità. Rekka e i suoi compagni decidono di aiutarla, e man mano che la storia prosegue Rekka e gli altri otterranno una forza sempre più prodigiosa e dei poteri incredibili.

## Episodi
| Nº | Giapponese 「Kanji」 - Rōmaji                                                    | In onda           | In onda |
| Nº | Giapponese 「Kanji」 - Rōmaji                                                    | Giapponese        |         |
| 1  | 「姫と忍者 めざめた力!!」 - hime to ninja mezameta chikara!!                     | 19 luglio 1997    |         |
| 2  | 「炎と風神 危険な誘惑!!」 - honoo to fūjin kiken na yūwaku!!                     | 2 agosto 1997     |         |
| 3  | 「水の剣士 復讐の刃!!」 - mizu no kenshi fukushū no ha!!                         | 9 agosto 1997     |         |
| 4  | 「鏡の迷宮 決死の火炎!!」 - kagami no meikyū kesshi no kaen!!                    | 16 agosto 1997    |         |
| 5  | 「影の忍軍 火影の謎!!」 - kage no nin gun hi kage no nazo!!                      | 30 agosto 1997    |         |
| 6  | 「恐怖の炎術士 紅麗!!」 - kyōfu no honoo jutsu samurai kurenai rei!!             | 13 settembre 1997 |         |
| 7  | 「石の番人 死のゲーム!!」 - ishi no bannin shino gemu!!                          | 20 settembre 1997 |         |
| 8  | 「人形の部屋！風子の死闘!!」 - ningyō no heya! kaze ko no shitō!!                | 27 settembre 1997 |         |
| 9  | 「鬼の土門！未知なる力!!」 - oni no domon! michi naru chikara!!                  | 4 ottobre 1997    |         |
| 10 | 「炎激突!!二人の火影!!」 - honoo gekitotsu!! futari no hi kage!!                 | 11 ottobre 1997   |         |
| 11 | 「鋼金暗器！五つの刃!!」 - kō kin an utsuwa! itsutsu no ha!!                     | 18 ottobre 1997   |         |
| 12 | 「炎の紅！死を呼ぶ天使!!」 - honoo no kurenai! shi wo yobu tenshi!!              | 25 ottobre 1997   |         |
| 13 | 「究極の炎！伝説の火竜!!」 - kyūkyoku no honoo! densetsu no hi ryū!!             | 1º novembre 1997  |         |
| 14 | 「蘇る過去！四百年の真実!!」 - yomigaeru kako! shi hyakunen no shinjitsu!!       | 15 novembre 1997  |         |
| 15 | 「時の呪い！母と息子!!」 - tokino noroi! haha to musuko!!                        | 22 novembre 1997  |         |
| 16 | 「戦いの決意！烈火の挑戦!!」 - tatakai no ketsui! rekka no chōsen!!              | 29 novembre 1997  |         |
| 17 | 「火影見参!!裏武闘殺陣!!」 - hi kage kenzan!! ura takeshi tō satsujin!!          | 6 dicembre 1997   |         |
| 18 | 「修羅の剣！水鏡出陣!!」 - shura no tsurugi! mizu kagami shutsujin!!             | 13 dicembre 1997  |         |
| 19 | 「鉄拳不発?!土門の切り札!!」 - tekken fuhatsu?! domon no kirifuda!!              | 20 dicembre 1997  |         |
| 20 | 「爆裂!!乙女の肌の秘密!!」 - bakuretsu!! otome no hada no himitsu!!              | 10 gennaio 1998   |         |
| 21 | 「紙の舞！吹き込まれた命!!」 - kami no mai! fuki koma reta inochi!!              | 17 gennaio 1998   |         |
| 22 | 「仏の豹変！もう一つの顔!!」 - hotoke no hyōhen! mō hitotsu no kao!!             | 24 gennaio 1998   |         |
| 23 | 「命がけの試練!!」 - inochi gakeno shiren!!                                      | 31 gennaio 1998   |         |
| 24 | 「獣の雄叫び 地獄の戦士!!」 - kemono no osu sakebi jigoku no senshi!!            | 7 febbraio 1998   |         |
| 25 | 「衝撃!!電光石火の決着!!」 - shōgeki!! denkōsekka no kecchaku!!                  | 14 febbraio 1998  |         |
| 26 | 「復活の木蓮!!人面樹の驚異!!」 - fukkatsu no ki hasu!! jinmen ki no kyōi!!       | 21 febbraio 1998  |         |
| 27 | 「涙の訳 乱れ髪の美少女!!」 - namida no wake midaregami no bishōjo!!             | 28 febbraio 1998  |         |
| 28 | 「灼熱の眼光 刹那の瞬炎!!」 - shakunetsu no gankō setsuna no shun honoo!!        | 7 marzo 1998      |         |
| 29 | 「妖しい唇 言霊の恐怖!!」 - ayashi i kuchibiru gen rei no kyōfu!!                | 14 marzo 1998     |         |
| 30 | 「美女の誘惑 死の二重奏!!」 - bijo no yūwaku shino nijūsō!!                      | 21 marzo 1998     |         |
| 31 | 「呪われし炎 「紅」の過去!!」 - norowa reshi honoo (kurenai) no kako!!           | 10 aprile 1998    |         |
| 32 | 「見えない敵 恐怖との戦い!!」 - mie nai teki kyōfu tono tatakai!!                | 17 aprile 1998    |         |
| 33 | 「二匹の火竜!!盗まれた技!!」 - nihiki no hi ryū!! nusuma reta waza!!             | 24 aprile 1998    |         |
| 34 | 「激闘風子!!傷だらけの素肌!!」 - gekitō kaze ko!! kizu darakeno suhada!!         | 1º maggio 1998    |         |
| 35 | 「乙女の祈り 目覚めた風神!!」 - otome no inori mezame ta fūjin!!                 | 8 maggio 1998     |         |
| 36 | 「火竜合体!!リング外の敵!!」 - hi ryū gattai!! ringu soto no teki!!              | 15 maggio 1998    |         |
| 37 | 「魔次元脱出!!亜空間の戦い!!」 - ma jigen dasshutsu!! akūkan no tatakai!!        | 22 maggio 1998    |         |
| 38 | 「恐怖!!蘇った死者の肉体!!」 - kyōfu!! yomigatta shisha no nikutai!!             | 29 maggio 1998    |         |
| 39 | 「水鏡死闘!!決死の氷紋剣!!」 - mizu kagami shitō!! kesshi no koori mon tsurugi!! | 12 giugno 1998    |         |
| 40 | 「悪女の罠!!怒りの風神!!」 - akujo no wana!! ikari no fūjin!!                    | 19 giugno 1998    |         |
| 41 | 「対決再び!!烈火と紅麗!!」 - taiketsu futatabi!! rekka to kurenai rei!!          | 3 luglio 1998     |         |
| 42 | 「死闘!!命燃え尽きるまで!!」 - shitō!! inochimoe kotogotoki rumade!!             | 10 luglio 1998    |         |

## Colonna sonora
- Sigla di apertura

"Nanka Shiawase" cantata da Oystars
- Sigle di chiusura

"Love is Changing" cantata da Hikaru Nishida (eps. 01-32)
"Zutto Kimi ni Soba de" cantata da Yuki Masuda (eps. 33-42)